# Bisbat de Fort Wayne-South Bend
El bisbat de Fort Wayne-South Bend (anglès: Diocese of Fort Wayne–South Bend; llatí: Dioecesis Wayne Castrensis-South Bendensis) és una seu de l'Església catòlica als Estats Units, sufragània de l'arquebisbat d'Indianapolis, pertanyent a la regió eclesiàstica VII (IL, IN, WI). Al 2016 tenia 159.825 batejats d'un total de 1.265.972 habitants. Actualment està regida pel bisbe Kevin Carl Rhoades.

## Territori
La diòcesi comprèn catorce comtats de l'estat d'Indiana: Adams, Allen, DeKalb, Elkhart, Huntington, Kosciusko, Lagrange, Marshall, Noble, St. Joseph, Steuben, Wabash, Wells i Whitley.
La seu episcopal és la ciutat de Fort Wayne, on es troba la catedral de la Immaculada Concepció. A South Bend es troba la cocatedral de Sant Mateu. A Notre Dame es troba la basílica menor del Sagrat Cor.
El territori s'estén sobre 15.200km² i està dividit en 81 parròquies.

## Història
La diòcesi de Fort Wayne va ser erigida el 8 de gener de 1857 mitjançant el breu Ex debito pastoralis del papa Pius IX, prenent el territori de la diòcesi de Vincennes (avui arquebisbat d'Indianapolis).
Originàriament sufragània de l'arquebisbat de Cincinnati, el 21 d'octubre de 1944 passà a formar part de la província eclesiàstica de l'arxidiòcesi d'Indianapolis.
El cedí 
21 d'octubre de 1944 i el 10 de desembre de 1956 cedí porcions del seu territori a benefici de les ereccions de les diòcesis de Lafayette in Indiana i de Gary.
El 28 de maig de 1960, per efecte del decret In dioeceseos Vayne Castrensis de la Congregació Consistorial, l'església de Sant Mateu de South Bend va ser elevada a la dignitat de cocatedral i la diòcesi assumí el nom de Fort Wayne-South Bend.

## Cronologia episcopal
- John Henry Luers † (22 de setembre de 1857 - 29 de juny de 1871 mort)
- Joseph Gregory Dwenger, C.PP.S. † (10 de febrer de 1872 - 22 de gener de 1893 mort)
- Joseph (James) Rademacher † (15 de juliol de 1893 - 12 de juny de 1900 mort)
- Herman Joseph Alerding † (30 d'agost de 1900 - 6 de desembre de 1924 mort)
- John Francis Noll † (12 de maig de 1924 - 31 de juliol de 1956 mort)
- Leo Aloysius Pursley † (29 de desembre de 1956 - 24 d'agost de 1976 renuncià)
- William Edward McManus † (24 d'agost de 1976 - 18 de febrer de 1985 jubilat)
- John Michael D'Arcy † (18 de febrer de 1985 - 14 de novembre de 2009 jubilat)
- Kevin Carl Rhoades, des del 14 de novembre de 2009

## Estadístiques
A finals del 2016, la diòcesi tenia 159.825 batejats sobre una població de 1.265.972 persones, equivalent al 12,6% del total.
| any  | població | població  | població | sacerdots | sacerdots       | sacerdots       | sacerdots             | diaques | religiosos | religiosos | parroquies |
| ---- | -------- | --------- | -------- | --------- | --------------- | --------------- | --------------------- | ------- | ---------- | ---------- | ---------- |
| any  | batejats | total     | %        | total     | clergat secular | clergat regular | batejats por sacerdot | diaques | homes      | dones      |            |
| 1950 | 192.252  | 1.031.496 | 18,6     | 487       | 229             | 258             | 394                   |         | 89         | 3.145      | 152        |
| 1966 | 150.224  | 892.649   | 16,8     | 486       | 139             | 347             | 309                   |         | 574        | 1.184      | 86         |
| 1970 | 146.605  | 919.695   | 15,9     | 407       | 119             | 288             | 360                   |         | 507        | 1.020      | 89         |
| 1976 | 151.087  | 973.764   | 15,5     | 375       | 148             | 227             | 402                   | 16      | 436        | 922        | 82         |
| 1980 | 147.438  | 993.000   | 14,8     | 323       | 109             | 214             | 456                   | 16      | 410        | 887        | 89         |
| 1990 | 151.427  | 1.086.046 | 13,9     | 277       | 107             | 170             | 546                   | 32      | 342        | 889        | 90         |
| 1999 | 156.621  | 1.156.129 | 13,5     | 276       | 101             | 175             | 567                   | 32      | 105        | 682        | 87         |
| 2000 | 163,319  | 1.170.337 | 14,0     | ?         | 91              | ?               | ?                     | 24      | 113        | 656        | 87         |
| 2001 | 166.108  | 1.170.337 | 14,2     | 259       | 88              | 171             | 641                   | 24      | 331        | 656        | 87         |
| 2002 | 165.744  | 1.178.520 | 14,1     | 277       | 110             | 167             | 598                   | 25      | 321        | 617        | 87         |
| 2003 | 166.816  | 1.178.520 | 14,2     | 274       | 109             | 165             | 608                   | 22      | 330        | 622        | 87         |
| 2004 | 162.043  | 1.217.932 | 13,3     | 270       | 104             | 166             | 600                   | 19      | 326        | 581        | 84         |
| 2006 | 159.888  | 1.247.850 | 12,8     | 249       | 101             | 148             | 642                   | 18      | 289        | 558        | 84         |
| 2013 | 165.000  | 1.311.000 | 12,6     | 271       | 99              | 172             | 608                   | 20      | 316        | 455        | 81         |
| 2016 | 159.825  | 1.265.972 | 12,6     | 292       | 101             | 191             | 547                   | 22      | 319        | 400        | 81         |

## Galeria d'imatges

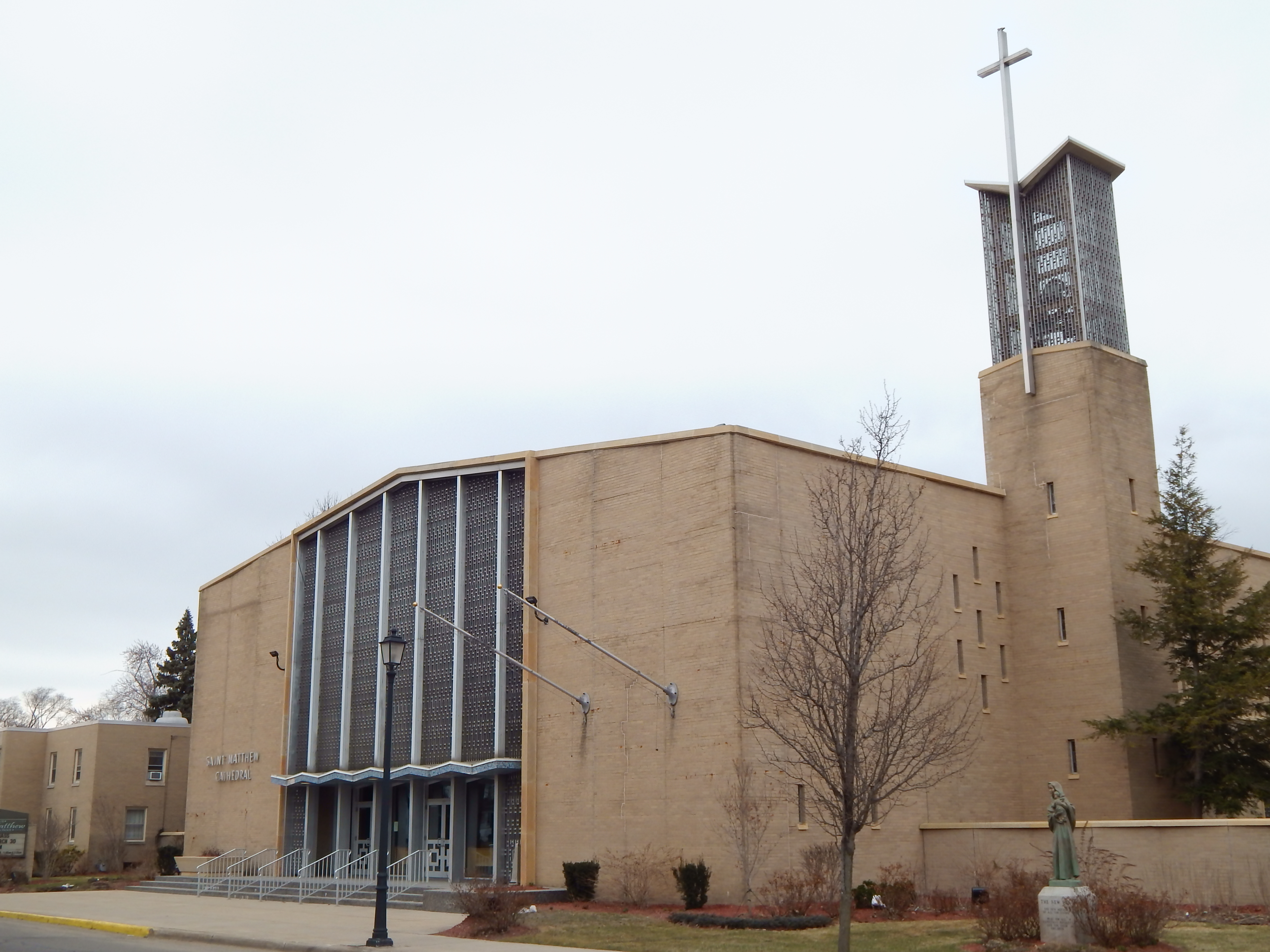
La cocatedral de Sant Mateu de South Bend.
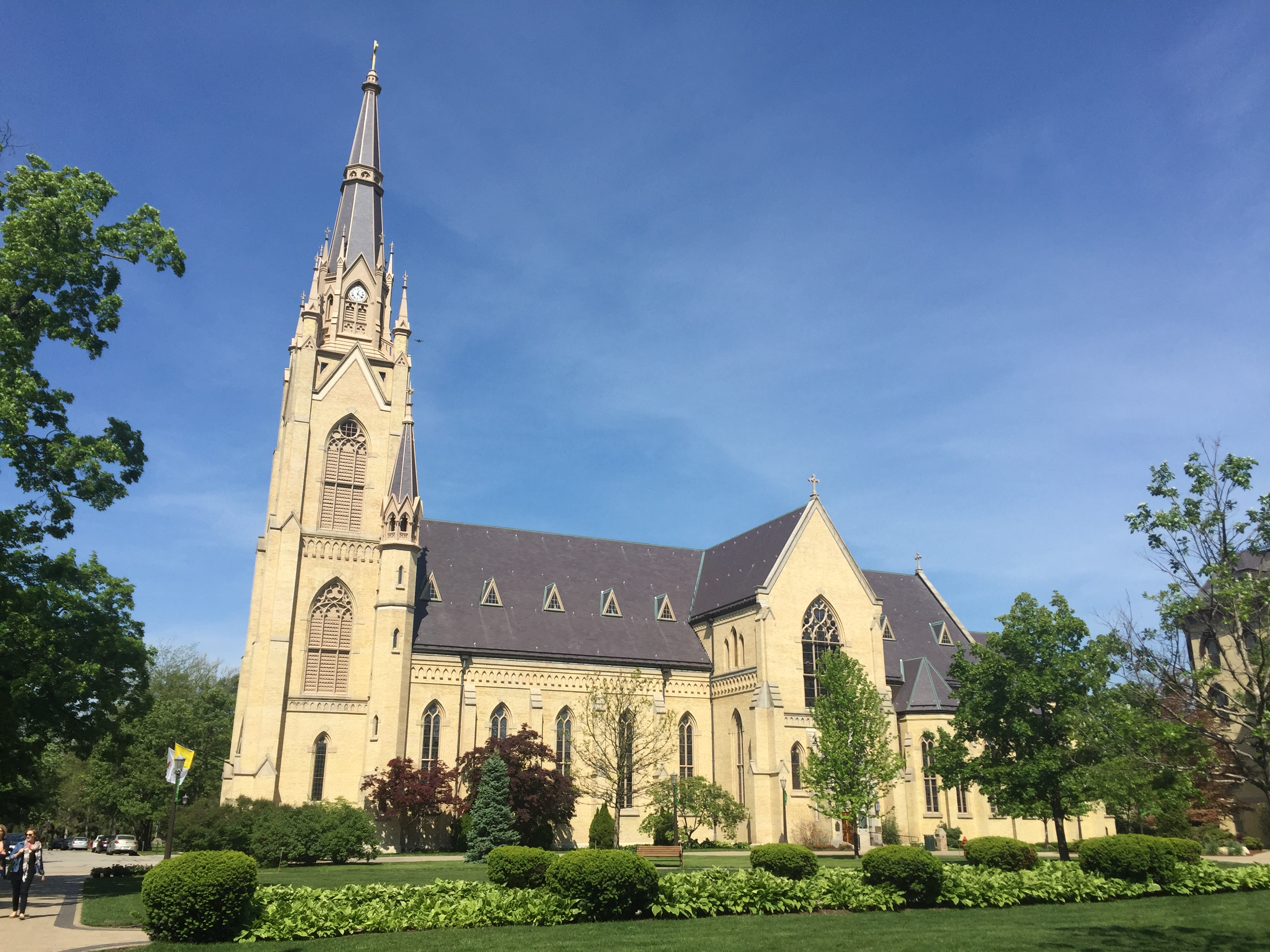
Vista lateral de la basílica menor del Sagrat Cor a Notre Dame.